# Luis de Hoyos Sainz
Luis de Hoyos Sainz (Madrid, 21 de junio de 1868-Madrid, 4 de diciembre de 1951) fue un antropólogo y geógrafo español, introductor en España de las modernas técnicas y metodologías europeas en campos como la biología de los grupos sanguíneos, la genética y la psicología experimental. Propugnó la integración en una sola disciplina de los conocimientos de fisiología, sociología y cultura tradicional del hombre. Fue director fundacional del Museo del Pueblo Español en 1934, y presidente de la Sección de Ciencias del Ateneo de Madrid y de la Sociedad Española de Antropología, Etnografía y Prehistoria.

## Biografía
Nació en Madrid de ascendencia campurriana. Pasó la mayor de su vida en la capital española, aunque siempre mantuvo una estrecha relación con la tierra de sus mayores, a la que dedicó buena parte de sus investigaciones: 

[...] la tierra de Reinosa y sus montes, donde vivieron y descansaron todas las generaciones de mis antepasados, hasta la que en 1352 aparece inscrita en el Becerro de las Behetrías.

Licenciado en ciencias y en derecho por la Universidad Central de Madrid. De inquietudes reformistas, ocasionalmente ejerció el activismo político, llegando a militar durante unos años en el Partido Republicano Reformista. Colaboró con el antropólogo Manuel Antón y Ferrándiz, quien influyó notablemente en su concepción cientificista.
Becario del Museo de Historia Natural y la Escuela de Antropología de París, donde se adaptó al estudio moderno de la antropología, al tiempo que trabajó junto a Telesforo de Aranzadi con quien colaboró en estudios como las Lecciones de antropología y la Etnografía: sus bases, métodos y aplicaciones a España (1917). Tras ampliar su formación en París y Berlín con una beca de la JAE, creó el seminario de "Folclore y Artes Populares" de la Escuela Normal del Magisterio.
En 1923 fue elegido senador por la provincia de Santander. En 1933 fue elegido miembro de la Real Academia de Ciencias Exactas, Físicas y Naturales aunque no tomaría posesión hasta 1943. Se jubiló al empezar la Guerra Civil, que estalló estando en Santander, de donde tuvo que huir a Francia por estar su familia y él mismo amenazados por los milicianos republicanos, pese a sus tendencias progresistas y su republicanismo. Terminada la contienda, siguió investigando hasta que le llegó la muerte. En esta última etapa de su vida, fue fundamental la ayuda de su hija y colaboradora, Nieves de Hoyos Sancho.

## Obra
Hoyos Sainz fue un escritor muy prolífico, autor de gran cantidad de ensayos, artículos científicos y periodísticos y de ponencias relacionadas con la antropología, la etnografía, la geografía y la sociología española. Entre su dilatada obra cabe destacar:
- [En colaboración con Telesforo de Aranzadi Unamuno] Lecciones de antropología ajustadas al programa y explicaciones del profesor de la asignatura Don Manuel Antón. Madrid. Imprenta y Litografía de los Huérfanos, 1893.
- El nudo cántabro-ibérico y el Pico de Tres Mares (Santander). Madrid, Huelves y Compañía, 1929.
- [En colaboración con Telesforo de Aranzadi Unamuno] Unidades y constantes de la crania hispánica. Madrid, E. Arias 1911.
- Etnografía: Sus bases, sus métodos y aplicaciones a España, II. Madrid, Biblioteca Corona, 1917.
- [En colaboración con Telesforo de Aranzadi Unamuno] Unidades y constantes de la crania hispánica. Un avance a la antropología de España. Madrid, Fortanet, 1892.
- El índice de robustez de los escolares en España. Cádiz, Asociación Española para el Progreso de las Ciencias, 1928.
- Calificación higiénica de las Escuelas Nacionales de Madrid. Madrid, Asociación Española para el Progreso de las Ciencias, 1928.
- Elementos de derecho usual. Madrid. Imprenta y Litografía del Colegio de Huérfanos, 1894.
- Técnica antropológica. Madrid. Imprenta y Litografía del Colegio de Huérfanos, 1893.
- "Por la España agrícola". Artículos publicados en 1918 en el diario El Sol.
- Raciología prehistórica española. Discurso de ingreso en la Real Academia de Ciencias Exactas, Físicas y Naturales, 1943.
- Distribución geográfica de los grupos sanguíneos en España. Madrid, CSIC 1947.
- Manual de folklore, en colaboración con Nieves de Hoyos Sancho, Revista de Occidente 1947.
- La densidad de población y el acrecentamiento en España. Madrid, Instituto Juan Sebastián Elcano, 1953.